# 比耶鱼属
比耶鱼属（学名：Birgeria）是一属肉食性海生辐鳍鱼类，生存于三叠纪，呈全球性分布。化石发现于中国，俄罗斯，意大利，德国，瑞士，斯洛维尼亚，美国内华达州，加拿大，马达加斯加，斯匹次卑尔根岛等地，最古老的化石发现于东格陵兰的沃尔比溪组（英文Wordie Creek Formation）。
其模式种最开始被描述为龙鱼属“牟氏龙鱼”（Saurichthys mougeoti），后由埃里克·斯滕西（Erik Stensiö）重新研究后推断其不属于龙鱼属，并以其同事比耶·索斯特伦（Birger Sjöström）命名。

## 下属物种
本属包括以下物种：
- †尖比耶鱼 Birgeria acuminata
- †阿氏比耶鱼 Birgeria aldingeri
- †美洲比耶鱼 Birgeria americana Romano, Jenks, Jattiot, Scheyer, Bylund & Bucher, 2017[4]
- †格陵兰比耶鱼 Birgeria groenlandica Stensiö, 1932
- Birgeria gronlandica  Stensiö, 1932
- †贵州比耶鱼 Birgeria guizhouensis ?
- †刘氏比耶鱼 Birgeria liui Jin, 2001
- †尼氏比耶鱼 Birgeria nielseni Lehman, 1948
- †斯氏比耶鱼 Birgeria stensioei
- †迅捷比耶鱼 Birgeria velox ？

## 外貌

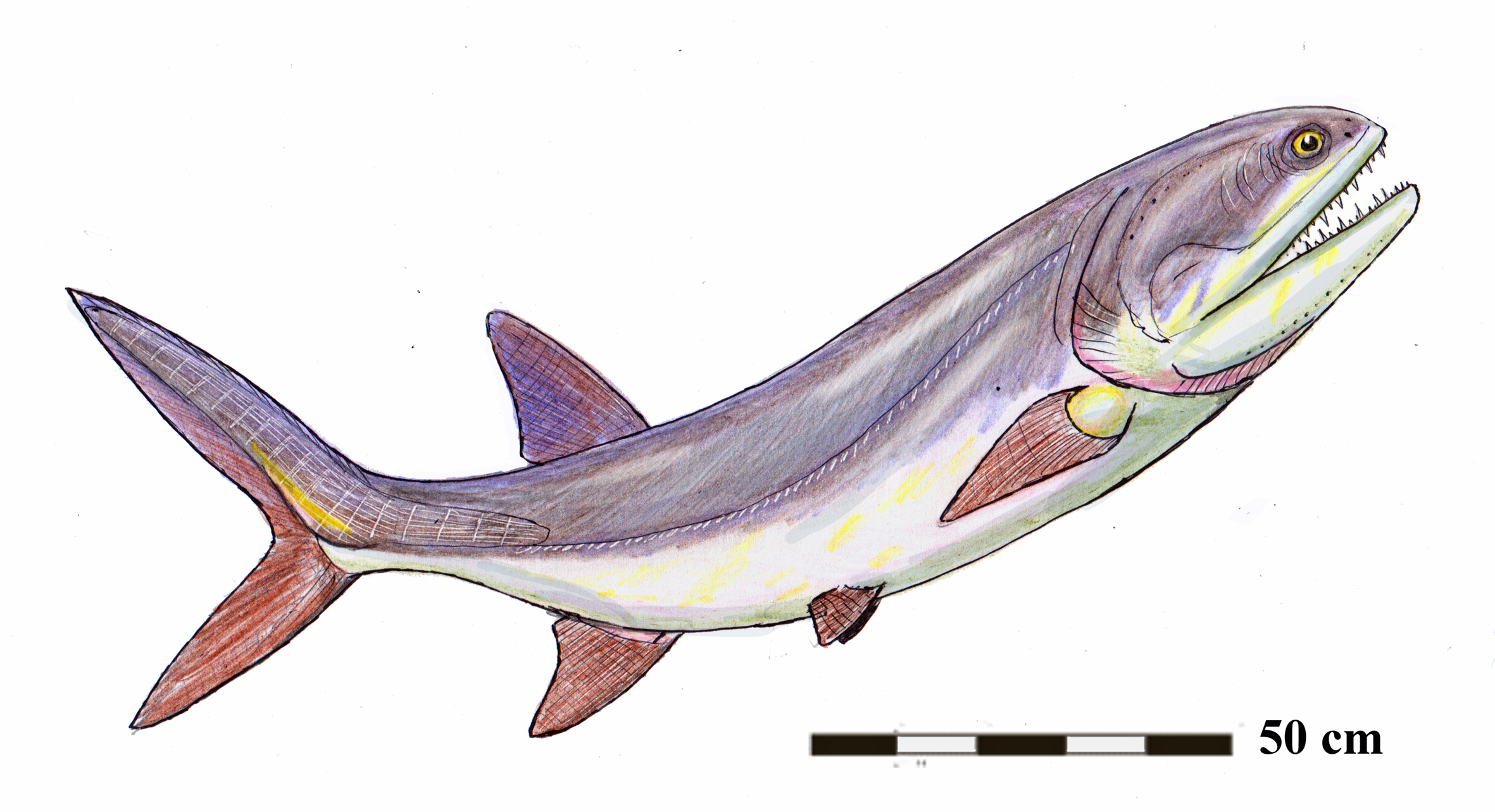
复原图

比耶鱼尾鳍大且分叉，尾柄与尾鳍附近的鳞片较为发达，身体的其余部位则缺少鳞片。其鳞片小呈菱形，缺乏硬鳞质。

眼睛位于头骨前端，口裂大，具有两到三排圆锥形的牙齿，通常具有切割边缘。鳃盖部位的骨骼较小且不完全骨化。

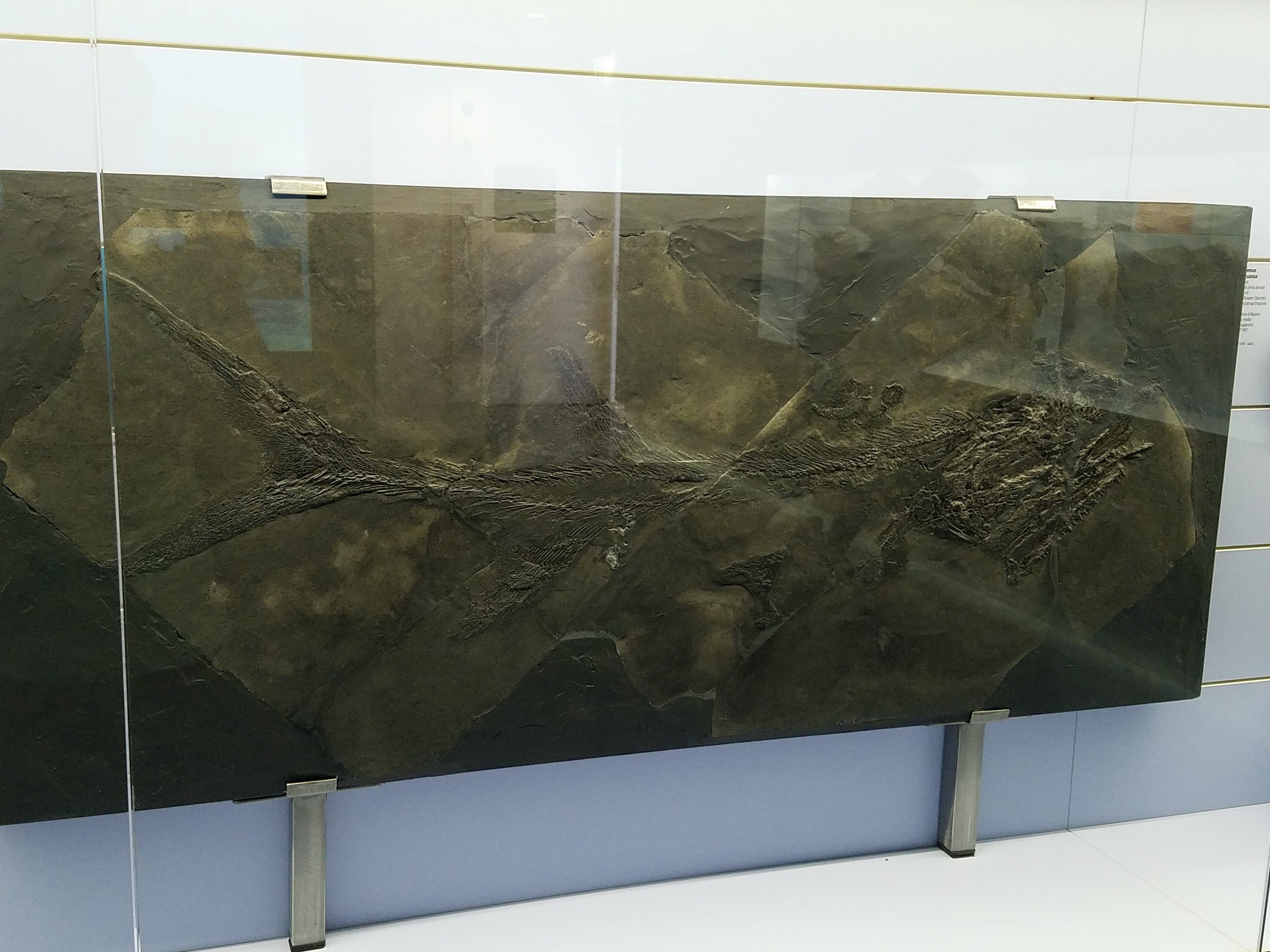
斯氏比耶鱼的完整骨架：PIMUZ T 5，来自圣乔治山的Besano Formation组。

## 生态
比耶鱼是一种三叠纪的顶级掠食者辐鳍鱼，大部分物种可长到1米以上，有时可达两米。.

一具尼氏比耶鱼的标本被推测可能保留胚胎，但该推论很快被驳回，这些胚胎更有可能是被其捕食的辐鳍鱼，并表明了比耶鱼可能主食鱼类的食性。与龙鱼属（Saurichthys）不同，比耶鱼可能不会胎生，其交配器官的化石未被发现。 

根据其解剖学特征，比耶鱼被推断是一种远洋型的速游鱼，生活在远离海岸的地方。

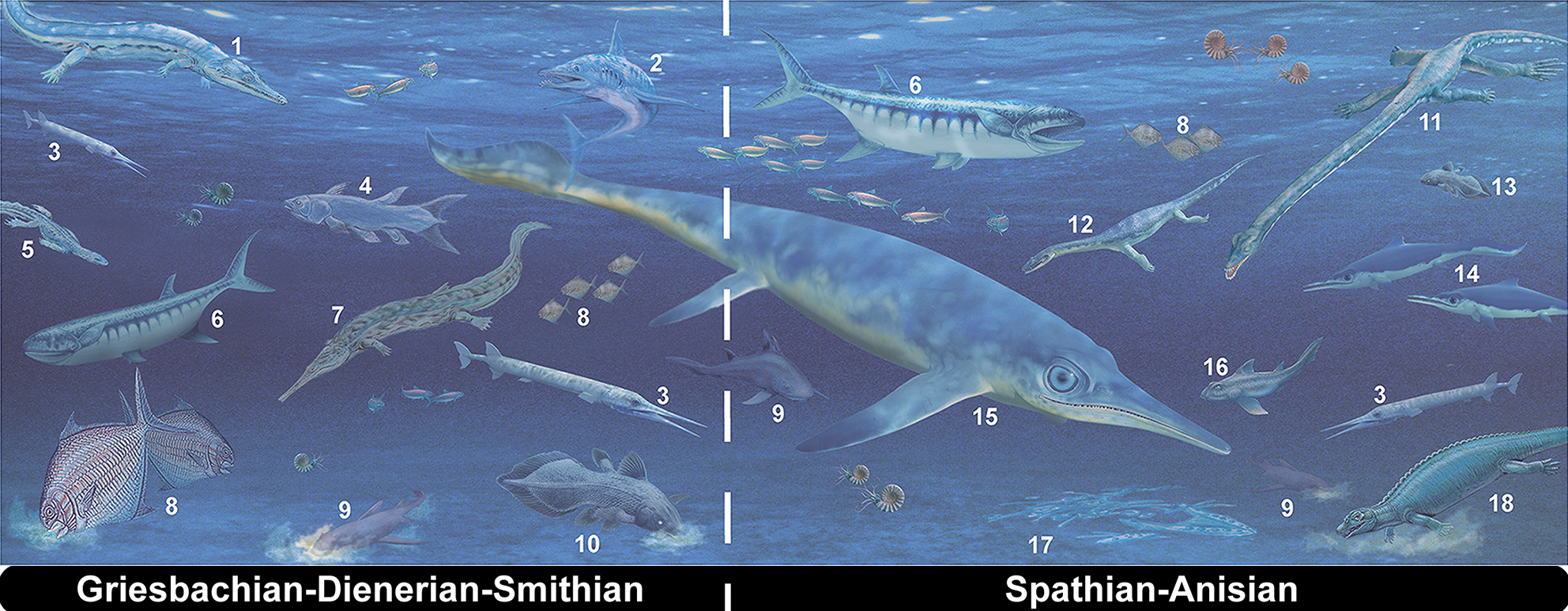
早三叠世至中三叠世的海洋掠食者：6号为比耶鱼